# Стандартна марка
Стандартна марка поштова марка звичайного випуску, що є частиною стандартного випуску або стандартної серії, що охоплюють шкалу номіналів, достатню для покриття всіх поштових тарифів, і випускаються масовим тиражем для тривалого щоденного використання. Стандартні марки протиставляються комеморативним (пам'ятним) маркам, що випускаються з певних приводів.
Стандартним випуском, як правило, називається набір марок, які запускають у продаж одночасно, тоді як стандартна серія емітується протягом ряду років, але ці терміни розпливчаті.

## Історія
Цей термін став широко вживатися після Першої світової війни для розрізнення стандартних марок нових країн від провізорів, які мали ходіння в багатьох місцях. До цього такі марки просто називалися «звичайними» або «простими» або просто не визначалися як такі, але емісія комеморативні марок і «спеціальних випусків», що почалася в 1890-ті роки, заплутала ситуацію, коли країни випускали великі обсяги марок, які фактично не мали ходіння.
За рішенням Всесвітнього поштового союзу, починаючи з 1883 року, стандартні марки країн-членів цієї організації повинні були друкуватися однаковою фарбою для одного і того ж виду поштового відправлення, наприклад, для бандеролей повинні були використовуватися марки зеленого кольору, для поштових карток — червоні, для внутрішніх листів — сині. На початок XX століття майже всі члени ВПС ввели встановлені кольору марок. Надалі ця постанова була скасована.
Спеціальні марки, такі як різдвяні марки, щорічно випускаються різними країнами, іноді відносять до стандартних марок, тому що вони не є комеморативними марками. Як правило, вони мають обмежену лінійку номіналів, пов'язану безпосередньо з тими поштовими відправленнями, які характерні для тієї події, з приводу якого вони випущені.